# Carcharhinus tilstoni
El tiburón de puntas negras australiano (Carcharhinus tilstoni) es una especie de elasmobranquio carcarriniforme de la familia Carcharhinidae .

## Morfología
Los machos pueden alcanzar los 200 cm de longitud total y 52 kg de peso.

## Distribución geográfica
Se encuentra en las costas tropicales de Australia.